# Bohusze Wielkie
Bohusze Wielkie (lit. Didieji Baušiai) − wieś na Litwie, w rejonie solecznickim, 1 km na północny wschód od Solecznik, zamieszkana przez 306 ludzi. Przed II wojną światową w Polsce, w powiecie wileńsko-trockim województwa wileńskiego.